# Assemblea Nacional Popular d'Algèria
L'Assemblea Popular Nacional (àrab: المجلس الشعبي الوطني, al-Majlis ax-Xaʿbī al-Waṭanī) és la cambra baixa del Parlament d'Algèria. Està composta per 407 diputats elegits directament mitjançant el sistema de representació proporcional per un període de cinc anys, a més de vuit diputats que representen l'exterior.
Les últimes eleccions es van dur a terme el 12 de juny de 2021. L'edat mínima per a exercir els drets de sufragi passiu en les eleccions és de 28 anys, mentre que per al sufragi actiu és de 18 anys. Existeixen 58 districtes electorals, anomenats wilayes, i quatre més a l'estranger que envien representants a l'Assemblea. Hi ha un diputat per cada 80.000 habitants i un altre addicional per a les wilayes que superin els 40.000 habitants. Actualment, les dones suposen només el 3,4% dels diputats.

## Història
Les primeres eleccions es van celebrar el 20 de setembre de 1962. En 1963, el President de la República, Ahmed Ben Bella, va detenir les activitats de la APN i va establir un Consell de la Revolució que va estar actiu entre 1965 i 1976. La APN va ser restablerta el 1976 amb l'aprovació de la nova Constitució, establint una legislatura unicameral.
Fins a 1991, el partit governant era el Front d'Alliberament Nacional (FLN) i, de fet, la Constitució de 1976 el considerava el partit polític de referència. La primera elecció de la APN amb múltiples partits es va dur a terme al desembre de 1991. Després d'una victòria del Front Islàmic de Salvació (FIS), un partit d'oposició fonamentalista, les Forces Armades van anul·lar les eleccions. Un òrgan legislatiu substitut, el Consell Consultiu Nacional, es va establir a l'abril de 1992 i va durar fins a maig de 1994, quan el Consell Nacional de Transició va ser establert i va governar fins a les pròximes eleccions, celebrades el 5 de juny de 1997. Després de la reforma constitucional de 1996, el poder legislatiu es va dividir en dues cambres que formen el Parlament algerià amb la ratificació d'una nova constitució.